# محطة نوتنغهام
محطة نوتنغهام (بالإنجليزية: Nottingham station)‏‏ هي محطة قطار في نوتنغهام ‏ في المملكة المتحدة، تُشغلها قطارات إيست ميدلاند. افتُتحت هذه المحطة في 1904، ويبلغ عدد مسارات أرصفتها 7.